# Вернхарт II фон Шаунберг
Вернхарт II фон Шаунберг (на немски: Wernhart II von Schaunberg; † между 9 април 1266 и 1267) е благородник от Шаунберг, управител на Обернберг.
Той е син на Вернхарт I фон Шаунберг († сл. 1221), фогт на Клайне Формбах. Внук е на Гебхард фон Юлбах-Шовенберх († сл. 1190) и София († сл. 1190). Правнук е на Вернхарт фон Юлбах († сл. 1165) и Бенедикта фон Олерсбах († сл. 1147). Брат е на Хайнрих II фон Шаунберг († 1276/1281).

## Фамилия
Вернхарт II фон Шаунберг се жени за Хедвиг фон Ваксенберг-Гризбах († 1264), дъщеря на Хайнрих фон Ваксенберг-Гризбах († 1221) и Хедвиг фон Васербург († 1228). Те имат три дъщери:
- Хедвиг фон Шаунберг († 13 февруари 1313), омъжена I. 1256 г. за Вок I фон Розенберг († 3 юни 1262), II. за Фридрих фон Щубенберг († 1319)
- Елизабет фон Шаунберг († сл. 1258), омъжена за граф Вернхард II фон Леонберг († 1283/1284)
- Маргарета фон Шаунберг († сл. 1258)